# Hačkar
Hačkar (armenski: Խաչքար za "kameni križ") je kameni spomenik u obliku uspravne ploče s plošnim reljefnim ukrasima, karakterističan za armensku umjetnost. 

## Povijest
Hačkari se prvi put pojavljuju u 9. stoljeću kada nastaju najljepši i najpoznatiji samostani Armenske apostolske Crkve. U to vrijeme se Kraljevina Armenija oslobodila arapske dominacije, čiji se umjetnički utjecaj vidi na njihovoj izvedbi. Najstariji pronađen hačkar je onaj kraljice Katranide, supruge kralja Ašota Bagratunija I. iz 879. godine. Vrhunac proizvodnje hačkara je od 12. do 14. stoljeća, nakon kojeg je slijedilo razdoblje mongolske vlasti koji su branili njihovo klesanje. Umjetnost stvaranja hačkara je obnovljeno u 16. i 17. stoljeću, a klesari hačkara se i danas mogu pronaći u Armeniji, osobito oko grada Erevana.

## Odlike
Hačkari su obično visoki oko 1,5 m, a najčešći motivi na njima su križevi ili raspela na pozadinama u obliku rozeta ili sunčevih diskova (simbola vječnosti), ukrašeni uzorcima lišća, grožđa, životinja ili apstraktnih oblika. Ponekad su prikazani prizori iz Biblije ili prikazi svetaca.
Podizani su kako bi se duša posvetila Bogu i obilježio neki važan događaj poput vojne pobjede, obilaska prirodne katastrofe, izgradnje samostana, mosta, itd. Većina ih stoji samostalno, ili su naslonjeni na zidine samostana, a do danas ih je samo u Armeniji pronađeno oko 40,000, od kojih je svaki originalan i nijedan nema isti dekorativni uzorak. Najljepši primjeri su preneseni u Muzej povijesti u Erevanu i Muzeju katedrale u Ečmijazdinu. Najviše hačkara na jednom mjestu (oko 900) se nalazi u tzv. „polju hačkara”, starom groblju Noratus na zapadnoj obali jezera Sevan (slika gore desno).
Hačkari se i danas prave na tradicionalan način iz lokalnog kamena, klesanjem dlijetom, oštrim perima i čekićima. Potom se bruse finim pijeskom, a malene pukotina i nepravilnosti se uklanjaju gipsom ili glinom, te se naposljetku boje. Jednom završen hačkar se podiže uz maleni vjerski obred, te se nakon posvećenja vjeruje kako posjeduje svete moći zaštite, pobjede, dugog života, sjećanja, pomoći, i meditacije za spas duše. tradicionalni način proizvodnje hačkara, te metode obrade i ornamenti, se prenose s koljena na koljeno u obitelji klesara hačkara, ili sustavom šegrta s majstora na vježbenike, uz podršku regionalnoj različitosti i individualnim improvizacijama. Zbog toga su simbolizam i proizvodnja hačkara upisani na UNESCO-ov Popis nematerijalne svjetske baštine u Aziji i Oceaniji 2010. godine.
- "Sveti Spasitelj" (Ամէնափրկիչ, Amenaprkič) samostana u Haghpatu (1237.)
- Slavni hačkar umjetnika Poghosa u samostanu Gošavank (1291.)
- Amenaprkič u Ečmijadzinu
- Dvojni hačkar samostana Dadivank (Gorski Karabah)
- Moderna radionica hačkara u Erevanu

## Poveznice
- Armenska umjetnost
- Visoki križevi - kameni križevi u Irskoj i Velikoj Britaniji keltske tradicije
- Stećci

## Vanjske poveznice
- Kolekcija hačkara na Armenica.org